# 聯合國經濟和社會事務部
聯合國經濟和社會事務部（英語：United Nations Department of Economic and Social Affairs，UNDESA）1997年建立於美國紐約總部，隸屬於聯合國秘書處，負責主要的高峰會和國際會議的後續行動，並為聯合國經濟及社會理事會和聯合國大會第二和第三委員會提供服務。
該部是聯合國可持續發展集團的成員，以聯合國大會2015年9月25日通過的以《2030年永續發展議程》及其17項目標（SDG）為基礎，支持國際合作以促進全體永續發展。

## 功能
該部行動使命為：
1. 政府間支持：舉辦聯合國會議以協助世界各國制定規範、決策並採取措施。
2. 分析：作為聯合國的智庫，發布分析並滙編經濟、社會和環境領域的問題、審查議題和評估選項，以應對挑戰。
3. 能力建設：協助將會議制定的政策框架將承諾轉化為各國行動方案，提供技術援助，並繼續監測國際商定的發展目標進度。

該部在全球主要議題：
1. 氣候變化：以2030年議程和《巴黎協定》為指綱領，協助決策者滿足緊急需求，持續推動行動間的協同增效。
2. 永續發展目標資料：以科學資料協助各國增強統計能力，為實證決策提供參考。
3. 為永續發展籌資：透過提供及時實證的政策諮詢和針對性的能力建構工作，協助各國彌補資金不足的阻礙。
4. 加強全球夥伴關係：與政府、民間社會、企業、基金會、學術界和其他利益團體合作，提供平台討論和促進落實。
5. 高階政治論壇：自2015年起，各國每年齊聚紐約評估討論，該部領導其籌備和開展工作，探索改進以提升其有效性。
6. 不讓任何人掉隊：致力包容最弱勢社會群體；促進性別平等和女權；關注島嶼發展中國家和最低度開發國家；制定方案決不平等、歧視，增強社保並創造機會。
7. 科學、技術和創新：領導推動科學、政策和社會間，在「里約+20」高峰會和2030年議程確定的三工作領域相互合作。
8. 加強機構能力：協助各國提高對第16項目標：「和平、正義及健全制度」之認識，以促進和平多元社會，確保司法平等，建立具公信力與廣納民意的體系。
9. 思想領導力：運用資訊闡明解決方案並促進團結，透過分析和政策諮詢，確定問題對話基調。

## 組織
該部含以下單位：
- 主任秘書處
- 經濟分析和政策司
- 永續發展目標司
- 公共機構和數位政府司
- 包容性社會發展司
- 人口司
- 統計司
- 婦女促進司
- 性別平等與女性促進特別委員會
- 經濟及社會理事會支助和協調辦公室
- 永續發展籌資辦公室
- 能力發展方案管理辧公室
- 聯合國森林論壇

歴任主管經濟社會事務部的聯合國副秘書長：
1. 尼廷·德賽（英语：Nitin Desai）（1992-2003）
2. 何塞·安東尼奧·奧坎波（2003-2007）
3. 沙祖康（2007-2012）
4. 吳紅波（2012-2017）
5. 劉振民（2017-2022）
6. 李軍華（2022-）

## 活動
自2007年以來，該部的領導職務由中國代表擔任，以推動「一帶一路」的倡議。2016年5月雙方簽署一項10年協議，每年向聯合國和平與發展信託基金投資2,000萬美元，其中半數專用於支持聯合國永續發展目標的計畫。9月，時任聯合國開發計畫署署長海倫·克拉克與中方簽署諒解備忘錄，開展合作。
該部面臨的發展挑戰：
1. 新冠疫情爆發後的全球健康和經濟危機，貧窮和弱勢的群體受到的影響尤為嚴重，婦女和兒童首當其衝。
2. 聯合國婦女署和該部的《2022年性別快照》報告稱：無法在2030年前協助實現性別平等的既定目標。
3. 同年《世界經濟情勢與展望》報告強調：貨幣與財政刺激效果減弱，供應鏈出現中斷，經濟增長減慢，各經濟體通膨壓力上升，阻礙經濟復甦。

## 外部連結
- 聯合國經濟和社會事務部官網 （页面存档备份，存于）
- 聯合國經濟和社會事務部檔案紀錄 （页面存档备份，存于）